# Jaroslav Bouček (novinář)
Jaroslav Bouček (10. prosince 1923, Košice – 5. dubna 2001, Praha) byl český novinář a překladatel.

## Životopis
Jaroslav Bouček se narodil 10. prosince 1923 v Košicích, maturoval na libeňském gymnáziu v Praze roku 1942, v letech 1942–1943 byl totálně nasazen u německé protiletecké obrany (Luftschutz) v Kolíně nad Rýnem, po návratu se zúčastnil odboje a pražského povstání. Vystudoval literární vědu na Filosofické fakultě UK, kde také krátce vyučoval.
V letech 1949–1956 byl šéfredaktorem nakladatelství Mladá fronta. Pro své jazykové znalosti (ovládal více než deset jazyků, většinu se naučil jako samouk) byl vyslán roku 1953 do mezinárodní komise pro repatriaci zajatců korejské války. Strávil půl roku v náročných válečných a klimatických podmínkách a doživotně onemocněl na astma.
Lékaři mu doporučili pobyt v suchém a teplém klimatu. Opustil proto obor literární vědy a ze zdravotním důvodů v roku 1956 odjel jako zahraniční zpravodaj do Egypta. V letech 1956–1970 působil jako zahraniční dopisovatel Rudého práva a ČTK v řadě zemí Afriky, Asie a Latinské Ameriky, stálý zpravodaj v Káhiře, Havaně a Bejrútu. Byl aktivním novinářem – reportérem, pracoval často ve velmi náročných podmínkách, např. v Kongu nebo v Angole, vyžadujících duševní i fyzickou pohotovost.
V momentce z iráckého Kurdistánu jej zachytil reportér František Kejík v knize Planeta lidí (České Budějovice 1971) a v poněkud předramatizované reportáži z Konga Ryszard Kapuściński ve Fotbalové válce (Praha 1983). Po nuceném odchodu z redakce Rudého práva na začátku normalizace pracoval v 70. a 80. letech v týdeníku Svět v obrazech.
Byl mj. vydavatelem českého překladu spisů Anatola France, autorem knih Příběhy sedmi moří (pod pseudonymem J. B. Vodák) a Chobotnice, příběh sicilské mafie. Do konce svého života překládal angloamerickou literaturu, např. E. S. Gardnera, R. Chandlera, J. H. Chase.

## Dílo
- VODÁK, J. B. Příběhy sedmi moří. Praha: Nadas, 1990. 286 s. ISBN 80-7030-032-9.
- BOUČEK, Jaroslav. Chobotnice : příběh sicilské mafie. Praha: Československý spisovatel, 1992. 363 s. ISBN 80-202-0133-5.
- BOUČEK, Jaroslav. Reportérem na třech kontinentech : Střední východ, Afrika, Latinská Amerika. Z osobní pozůstalosti autora uspořádal a k vydání připravil Jaroslav Bouček ml.. Praha: Epocha, 2008. 284 s. ISBN 978-80-87027-49-3.